# Asota antica
Asota antica là một loài bướm đêm trong họ Erebidae.